# Bodenkontamination
Unter Bodenkontamination  (auch  als Bodenbelastung, Bodenverschmutzung oder Bodenverunreinigung bezeichnet) werden das Vorhandensein und der Eintrag organischer oder anorganischer Schadstoffe in das Umweltmedium Boden verstanden. Wie auch bei der Verunreinigung von Luft und Wasser hat ein Großteil der weltweiten Bodenkontaminationen menschliche Ursachen wie Immissionen aus Verkehr und Industrie, legaler wie illegaler Müllentsorgung, Unfällen mit Schadstofffreisetzung oder der Ausbringung kontaminierter Materialien (einige Dünge- und Pflanzenschutzmittel oder Klärschlamm).
Kontaminationen beeinträchtigen den Boden in seinen Eigenschaften und Funktionen und gefährden dadurch alle weiteren Bestandteile des Naturhaushalts wie Menschen, Tiere, Pflanzen oder Grundwasser. Alle Schadstoffe werden im Bodenkörper mehr oder weniger fest gebunden. In vielen Fällen kommt es zu einer langfristigen Speicherung, die bei stetigem Eintrag zu einer Anreicherung und somit zu einer steigenden Schädigung führt. Bodensanierungen sind theoretisch möglich, wegen ihrer hohen Zeit-, Arbeits- und Kostenintensität aber praktisch oft undurchführbar. Aus diesem Grund werden viele Bodenschäden durch Kontaminationen, vor allem mit Schwermetallen, als irreversibel eingestuft.
Böden sind in Deutschland seit 1999 (Bundesbodenschutzgesetz) in ihrem Status als Schutzgut mit den Umweltmedien Luft und Wasser gleichgestellt.

## Begrifflichkeiten
Die Begriffe Kontamination, Belastung, Verschmutzung und Verunreinigung werden in Presse und Literatur häufig synonym gebraucht. Bei der Wortwahl stehen allerdings meist menschliche Schadstoffquellen im Vordergrund, bei der alle vier Möglichkeiten zutreffend sind. Im Fall einer natürlichen Schadstoffquelle wird dagegen in aller Regel der Gebrauch des Wortes „Bodenverschmutzung“ vermieden.

## Natürliche Schadstoffbelastung

### Natürliche Quellen
Schadstoffe stammen aus diversen Quellen, von denen einige natürlichen Ursprungs sind.

#### Geogener Grundgehalt
Radioaktivität und Schwermetalle kommen natürlich in der Umwelt vor. Sie sind deshalb in allen Böden in Spuren nachweisbar. Diese meist sehr geringe Belastung wird als geogener Grundgehalt oder geogener Hintergrund bezeichnet. Sie wird üblicherweise im nicht durch menschliche Tätigkeiten beeinflussten Ausgangsmaterial (C-Horizont) gemessen. Je nach Ausgangsmaterial der Bodenbildung schwanken die Grundgehalte erheblich. Deshalb gibt es in Deutschland Tabellenwerke mit regional differenzierten Angaben.
Der geogene Grundgehalt organischer Schadstoffe ist immer 0, da diese in nennenswerten Mengen ausschließlich künstlichen Ursprungs sind. (Minimale Gehalte einiger Verbindungen, die als Zwischenprodukte bei natürlichen Stoffwechselprozessen möglich sind, bewegen sich im Boden nah an der Nachweisgrenze). Einzige Ausnahme sind einige Erdölbestandteile bei einem natürlichen Austritt von Erdöl (Asphaltseen), z. B. in Kalifornien oder auf Trinidad.

#### Vulkanausbrüche
Vulkanausbrüche sind ein natürlicher Faktor, der Schadstoffe in die Atmosphäre freisetzt, denn bei ihren Eruptionen werden große Mengen schädigender Stoffe wie Schwefeldioxid ausgestoßen (siehe auch Vulkanisches Gas). Dieser Effekt nimmt zwar nachweisbar und weltweit Einfluss auf Niederschläge und Temperaturen, bewirkt aber nicht den menschlich verursachten Sauren Regen, also eine dauerhafte Verschlechterung der Regenwasserqualität durch Luftverschmutzung.

### Natürliche Bodenbelastungsgebiete
Einige Ausgangsmaterialien, vor allem Gesteine, weisen von Natur aus erhöhte Grundgehalte auf. Beispiele wären die verstärkte Radioaktivität in Granit oder die höhere Belastung mit den Schwermetallen Chrom, Kupfer, Nickel und Zink in einigen Tonsteinen oder Magmatiten. Regionen mit natürlich erhöhten Werten werden als natürliche Bodenbelastungsgebiete bezeichnet.
Insbesondere oberflächennah anstehende Erze, wie z. B. Zinkblende, Kupferglanz oder Bleiglanz im Raum Goslar (Harz), bewirken ein deutliches Ansteigen der geogenen Grundgehalte. In einigen seltenen Fällen gibt es auch in der Natur kleinflächige Zonen mit für Pflanzen toxischer Schwermetallbelastung. Diese zeichnen sich durch eine eigene, schüttere Vegetation mit besonders angepassten Pflanzen aus (natürliche Galmeiflora, Schwermetallflur) und dienten den Menschen oft als Zeiger für Erzlagerstätten.

## Menschliche Schadstoffbelastung

### Menschliche Quellen
Bodenkontaminationen mit der Nebenbedeutung „Bodenverschmutzung“ werden durch menschliches Tun verursacht, wobei die Quellen ausgesprochen vielfältig sind. Wichtige Kontaminationsquellen sind:
- Abwässer und Abluft: Austritt von Schadstoffen durch ungefilterte Abgase (Emissionen) oder die Einleitung belasteter Abwässer aus Industrie, Verkehr oder Haushalten. Sie führen zu einem überregionalen Schadstoffeintrag über die Luft (Immissionen) oder das Wasser.
- Gezielter Einsatz: Konzentrierte Ausbringung von Schadstoffen, der mit einem bestimmten Zweck verbunden ist (z. B. DDT-Einsatz gegen Insekten, Einsatz chemischer Kampfstoffe wie Agent Orange, einige Pflanzenschutzmittel).
- Unfälle und Schadensfälle: Ungewollter Schadstoffaustritt im Straßenverkehr, in Gebäuden, bei Industrieprozessen, an Pipelines oder bei Bauarbeiten (Unfälle, Lecks, Rohrbrüche etc.).
- Müllentsorgung: illegale oder legale Ablagerung von Müll, aus dem zahlreiche Schadstoffe austreten können (Deponien, wilde Müllbeseitigung etc.).
- Halden: Offene Ab- oder Zwischenlagerung von Materialien der Schwerindustrie wie Abraum, Schlacken oder Erz.
- Freisetzung von Radioaktivität: Unfälle oder Kernwaffentests.
- Verwendung belasteter Materialien: Bewusste oder unbewusste Verwendung von Materialien, die z. B. über Korrosion oder Abrieb Schadstoffe an ihre Umwelt abgeben (Bleirohre für Leitungswasser, viele Farbpigmente und Lacke wie das historische Postgelb, verbleites Benzin etc.).
- Nebeneffekt der Landnutzung: Ausbringung gering belasteter Materialien zur Bodenverbesserung, die bei langfristigem Eintrag Schadstoffe anreichern (einige Dünger (uran- und cadmiumhaltige Phosphate[1]) und Pflanzenschutzmittel (Kupferpräparate), Klärschlamm, Aschenausbringung etc.).

Anthropogene Belastungen durch Schwermetalle gehen bis zu den Anfängen der menschlichen Metallverarbeitung zurück und können kleinflächig bereits Jahrhunderte oder Jahrtausende alt sein. So finden sich in alten Bergbauregionen wie dem Erzgebirge oder dem Harz belastete Flächen aus dem Mittelalter. Ein Großteil der Kontaminationen kann aber auf die letzten zwei Jahrhunderte ab Beginn der industriellen Revolution zurückgeführt werden.
Organische Schadstoffe und Cyanide sind trotz ihrer weltweiten Nachweisbarkeit und großer Umweltschäden nahezu ausnahmslos in den vergangenen knapp 150 Jahren freigesetzt worden (Beginn der chemischen Industrie etwa um 1850).
Belastungen durch freigesetzte Radionukleotide entstammen größtenteils Vorgängen des sogenannten Atomzeitalters (etwa ab 1945).

### Hintergrundbelastung
Die durchschnittliche Belastung einer Region mit Schadstoffen, also die Summe aus natürlichen Quellen und dem durchschnittlichen Eintrag durch den Menschen, wird als Hintergrundbelastung bezeichnet. Die Gehalte werden durch Analyse des Ober- und Unterbodenmaterials (A- und B-Horizont) ermittelt, wobei je Region eine statistisch aussagekräftige Menge an Probepunkten vorliegen muss. Die Hintergrundbelastung der Kreise und Regionen in Deutschland liegt in Form von Tabellenwerken vor.
Je nach Höhe der Bodenverschmutzung steigt der Anteil der menschlichen Einträge am Gesamtwert. Bei organischen Schadstoffen liegt er (fast) immer bei 100 %, da diese natürlich nicht vorkommen. Ein direkter Vergleich des geogenen Grundgehalts und des Hintergrundgehalts ist zwar nicht möglich, da die Werte in verschiedenen Bodentiefen ermittelt werden, grundsätzlich stellt aber die Erhöhung der Hintergrundbelastung im Vergleich zum geogenen Grundgehalt ein Maß für die Höhe des menschlichen Einflusses dar.
In der Regel ist die Hintergrundbelastung in Industriestaaten (deutlich) höher als der geogene Grundgehalt. In einigen seltenen Fällen, z. B. in natürlichen Bodenbelastungsgebieten, kann sie aber auch niedriger sein.

## Auswahl wichtiger Bodenschadstoffe

### Anorganische Schadstoffe

#### Schwermetalle
Eine besonders wichtige Gruppe potentieller Schadstoffe setzt sich aus einigen Schwermetallen zusammen. Diese werden über ihre Dichte (> 5 g/cm³) definiert. Bei der Erstellung von Bodengutachten sind in Deutschland Untersuchungen von Cadmium (Cd), Chrom (Cr), Quecksilber (Hg), Nickel (Ni), Blei (Pb) sowie (nur beim Schutzgut Pflanze) Kupfer (Cu) und Zink (Zn) gesetzlich vorgeschrieben. Darüber hinaus werden im Bundesbodenschutzgesetz Kobalt (Co) und Thallium (Tl) als humantoxikologisch relevant eingestuft.
Viele Schwermetalle sind nicht toxisch [z. B. Eisen (Fe), Mangan (Mn) oder Wolfram (W)] oder liegen wie Indium (In) nur in Ausnahmefällen über der Nachweisgrenze.
Schwermetalle kommen natürlich vor. Ein Großteil der weltweiten Kontamination hat aber menschliche Ursachen, in erster Linie den Bergbau, die Metallindustrie (Produktion und Verarbeitung) und den Verkehr (z. B. verbleites Benzin). Die Verwendung schwermetallhaltiger Produkte ist allgemein weit verbreitet.
Bislang kaum nachweisbare Schwermetalle wie Rhodium (Rh), Platin (Pt) oder Palladium (Pd), die in Fahrzeugkatalysatoren verwendet werden, treten durch den massiven Einsatz dieser Technologie seit kurzem auch verstärkt in Böden auf. An Straßenrändern konnte z. B. für Rhodium eine Zunahme von 0,4 µg/kg auf 20 µg/kg festgestellt werden. Ob und wie weit von diesen Konzentrationen Gefahren ausgehen, wurde noch nicht untersucht.

#### Zyanide
Zyanide (Verbindungen mit dem Anion CN-) weisen keinen geogenen Grundgehalt auf, da messbare Größen in der Natur im Boden nicht vorkommen. Sie entstehen als Nebenprodukte bei einigen sehr spezifischen industriellen Prozessen (Teer- und Bitumenindustrie, Kokereien) oder werden (in der EU seit 2010 verboten) in der Gold- und Silbergewinnung eingesetzt.

#### Sonstige anorganische Stoffe
Bei der Erstellung von Bodengutachten muss die Probe auf das Halbmetall Arsen (As) untersucht werden. Das Leichtmetall Beryllium (Be) sowie die Halbmetalle Antimon (Sb) und Selen (Se) sind im Bundesbodenschutzgesetz ebenfalls als humantoxikologisch relevant eingestuft. Beryllium wird in Flugzeugtechnik verwendet, während Antimon typisch für militärische Quellen ist (Munition).
Einen Sonderfall stellen Bodenschäden durch zu hoch werdende Salzgehalte dar. Diese Form der Bodenbelastung kann nur als Form der Kontamination angesehen werden, wenn sie durch eine aktive Zuführung des Salzes verursacht wird (Streusalz). Weltweit spielen aber natürliche Versalzungsprozesse, die nicht unter den Begriff Bodenkontamination fallen und häufig durch Fehlnutzung verstärkt werden, eine wesentlich wichtigere Rolle (siehe Versalzung).

#### Saurer Regen
Relevant sind Gase wie Stickoxide oder Schwefeldioxid und verschiedene Säuren wie Schwefelsäure oder Salzsäure. Viele dieser Stoffe werden durch Verkehr und Industrie freigesetzt und führen unter anderem zu einer pH-Wertabsenkung des Regenwassers (Saurer Regen). Dieses verändert mit der Zeit die Bodenchemie und kann z. B. zur Freisetzung von Schwermetallen beitragen.

#### Radioaktivität
Für eine Verunreinigung mit Strahlungsquellen wie Uran oder radioaktiven Isotopen (z. B. Iod 131, Cäsium 134) wird fast ausschließlich der Begriff Kontamination genutzt.

### Organische Schadstoffe
Alle organischen Schadstoffe mit Ausnahme einiger Mineralölkohlenwasserstoffe (natürlich austretendes Erdöl) sind künstlichen Ursprungs und kommen daher natürlich nicht vor. Die Liste ist erschöpfend groß, denn die Menschheit hat eine große Anzahl schädlicher Verbindungen produziert und freigesetzt. Im Folgenden sollen daher nur die bedeutendsten Gruppen mit ihren wichtigsten Vertretern und Quellen vorgestellt werden.

#### Mineralölkohlenwasserstoffe (MKWs)
Verbindungen, die sich nur aus Kohlenstoff und Wasserstoff zusammensetzen (Kohlenwasserstoffe) und auf Erdöl basieren. Hierzu gehören zahlreiche Kraftstoffe wie Diesel, Benzin oder Heizöl. Hauptbelastungszonen sind daher Straßenränder, Tankstellen, Werkstätten oder Erdölraffinerien.
In Gutachten wird manchmal die englische Bezeichnung TPH (total petroleum hydrocarbons) verwendet.

#### Leicht flüchtige chlorierte Kohlenwasserstoffe (LCKWs)
Gruppe von Schadstoffen, die vor allem als Reinigungs- und Lösungsmittel jahrelang in großen Mengen produziert und eingesetzt wurde. Wegen ihrer Persistenz und Umweltschädlichkeit sind die meisten von ihnen mittlerweile verboten oder in ihrer Nutzung stark eingeschränkt. Die wichtigsten bodenschädigenden LCKWs sind Trichlorethen, Tetrachlorethen und Dichlormethan. Auch wenn diese Stoffe leicht flüchtig sind, können sie in Böden über Jahrzehnte in großen Mengen gespeichert werden.
In Gutachten wird manchmal die englische Bezeichnung Chlorinated volatile organic compounds (CVOC oder Cl-VOC) verwendet.

#### BTEX-Aromaten
BTEX ist die Abkürzung für die aromatischen Kohlenwasserstoffe Benzol, Toluol, Ethylbenzol und Xylol. Diese Schadstoffe sind als Rohstoffe und Nebenerzeugnisse industrieller Vorgänge sowie Bestandteil zahlreicher Produkte (z. B. Benzol in Treibstoffen) weit verbreitet, weshalb sie in Gewerbegebieten und an Straßenrändern fast immer nachweisbar sind.

#### Polycyclische Aromatische Kohlenwasserstoffe (PAK)
PAK bestehen aus mindestens zwei verbundenen aromatischen Ringsystemen (Benzolringen), die stets in einer Ebene liegen. Sie entstehen bei zahlreichen Prozessen, insbesondere der Verbrennung von Erdölprodukten, und sind mittlerweile fast weltweit nachweisbar. Insgesamt gibt es einige hundert verschiedene Verbindungen, von denen die beiden bekanntesten Naphthalin und Benzo[a]pyren sind. Meist sind die PAK miteinander vergesellschaftet, so dass sich in einem belasteten Boden viele von ihnen gleichzeitig nachweisen lassen.
Da jeder einzelne PAK eine eigene Analyse benötigt, wird bei Standarduntersuchungen nur auf einige bestimmte, besonders häufige Stoffe dieser Gruppe getestet. In Deutschland üblich sind die Werte PAK-TVO (PAK-7, Untersuchung auf die sieben in der Trinkwasserverordnung (TVO) festgelegten PAK) und PAK-EPA (PAK-16, Untersuchung auf die 16 in der BBodSchV festgelegten PAK).
In Gutachten wird häufig die gleichbedeutende Abkürzung PAH verwendet (Englisch: polycyclic aromatic hydrocarbons).

#### Polychlorierte Biphenyle (PCB)
PCB sind organische Chlorverbindungen, die bis in die 1980er Jahre u. a. als Weichmacher gebräuchlich waren. Wegen ihrer Giftigkeit und Persistenz sind sie seit 2001 (Stockholmer Konvention) international verboten. Sie sind allerdings nach wie vor weltweit in Böden nachweisbar und in vielen Ländern ein Problem auf Altstandorten (in Deutschland rechtlich als Altlast bezeichnet).
Da jedes einzelne PCB eine eigene Analyse benötigt, wird bei Standarduntersuchungen nur auf einige bestimmte, besonders häufige Verbindungen getestet. In Deutschland ist dies nach der BBodSchV der Summenwert PCB/6 (∑PCB), also die Analyse von sechs besonders wichtigen Stoffen der Gruppe.

#### Polychlorierte Dibenzodioxine und -furane (PCDD/F)
PCDD und PCDF, oft vereinfacht als Dioxine und Furane abgekürzt, sind zwei Gruppen von chemisch ähnliche aufgebauten chlorierten organischen Verbindungen. Sie sind allgemein sehr persistent und in Böden weltweit in Spuren nachweisbar.
Sie werden nicht gezielt hergestellt, sondern entstehen als Nebenprodukte bei vielen industriellen Prozessen, unter anderem der Papierherstellung (Chlorbleichung). Bedeutend sind auch alle Prozesse mit Hitzeeinwirkung in Anwesenheit von Kohlenwasserstoff- und Chlorverbindungen. Wichtige Quellen sind daher Gebäudebrände und die Müllverbrennung ohne Filteranlagen.

#### Per- und polyfluorierte Alkylverbindungen (PFAS)
Die Stoffgruppe der per- und polyfluorierten Alkylsubstanzen (englisch per- and polyfluoroalkyl substances, abgekürzt PFAS) umfasst eine Vielzahl von seit den 1950er Jahren industriell hergestellten Stoffen. PFAS sind äußerst beständig gegen biologischen und thermischen Abbau. Nennenswert sind die Perfluorcarbonsäuren (PFCA) und die Perfluorsulfonsäuren (PFSA) mit den Leitsubstanzen Perfluoroctansäure (PFOA) und Perfluoroctansulfonsäure (PFOS). Beide haben ein aliphatisches Kohlenstoffgerüst, in dem der Wasserstoff vollständig durch Fluor ersetzt ist. PFAS sind in hohem Maße wasserlöslich und haben einen niedrigen Dampfdruck. Nur unter anaeroben Bedingungen findet Abbau durch Defluorisierung statt. Hingegen sind andere perfluorierte Verbindungen wie Fluortelomeralkohole (FTOH) unpolar, schlecht wasserlöslich und relativ flüchtig. PFAS werden wegen ihrer schmutz-, fett- oder wasserabweisenden Eigenschaften für Metallbeschichtungen, Löschschäume, in der Textilindustrie, in der Papierindustrie und vielen weiteren Industriezweigen eingesetzt. Sie gelten als karzinogen, hepatotoxisch, neurotoxisch und immunotoxisch. Gefahr für Menschen und andere Wirbeltiere an den Endpunkten der Nahrungsnetze (vgl. Spitzenprädator) besteht insbesondere durch Bioakkumulation von PFAS aus Böden und Gewässern, weshalb vermehrt auf mutmaßlich umweltfreundlichere Verbindungen als Ersatzprodukte gesetzt wird. PFAS sind mittlerweile weltweit in Böden nachzuweisen. Besonders große Belastungen mit PFAS finden sich in mit Klärschlämmen und Abfallstoffen belasteten Böden.

#### Militärische Kontaminanten
Schadstoffe aus militärischer Nutzung können sich auf Truppenübungsplätzen, an ehemaligen Kampfplätzen und Bombenzielen sowie an Standorten der Rüstungsindustrie finden. Viele Kontaminanten wie Sprengstoffe (TNT, Knallquecksilber etc.) oder chemische Kampfmittel sind eindeutig militärischen Ursprungs. Über Munition und Sprengkörper werden darüber hinaus auch Schwermetalle (Antimon, Blei, Uran, Quecksilber etc.) großflächig verbreitet.

#### Pflanzenschutzmittel
Etwa ab der Mitte des 20. Jahrhunderts wurden zahlreiche chemische Verbindungen für den Einsatz im Pflanzenschutz entwickelt. Viele dieser Mittel, zurzeit sind etwa 250 verschiedene Wirkstoffe in Deutschland zugelassen, sind im Boden relativ kurzzeitig abbaubar (einige Wochen bis Monate). Das Abbauverhalten im Boden unterliegt aber, auch durch Erfahrungen mit zunehmenden Umweltschäden im Verlauf des 20. Jahrhunderts, einer zunehmenden Beobachtung und Kontrolle. Es ist mittlerweile fester Bestandteil des Zulassungsverfahrens.
Viele persistente Verbindungen haben mittlerweile in Deutschland ihre Zulassung verloren, z. B. DDT seit 1972, Lindan etwa seit 1984 oder Atrazin seit 1991, sind aber in Böden nach wie vor nachweisbar und z. T. international noch im Einsatz.
Besondere Beachtung finden seit einiger Zeit auch biologische Pflanzenschutzmittel auf Kupferbasis, da das eingebrachte Schwermetall Kupfer sich im Boden irreversibel anreichert.

#### Kunststoffe
Der größte Teil des Plastikmülls (einschließlich Mikroplastik), der in die Umwelt gelangt, landet in den Böden.
Laut einer Studie der Eidgenössischen Materialprüfungs- und Forschungsanstalt gelangten in der Schweiz 2018 74 Prozent vom Reifenverschleiß in die Böden innerhalb von 5 Metern neben den Straßen, 22 Prozent flossen in Oberflächengewässer und die restlichen 4 Prozent in weiter entfernte Böden. Neben dem Eintrag über Klärschlamm, stellen auch Mulchfolien eine bedeutende Ursache für die Bodenkontamination mit Mikroplastik dar.

## Umweltauswirkungen

### Verhalten im Boden
Alle Schadstoffe werden im Boden mehr oder weniger fest gebunden (Puffer-, Filter- und Speicherfunktion des Bodens). Je nachdem wie fest diese Bindung ist, können sie in ihm gespeichert werden oder diesen wieder verlassen (Verflüchtigung, Aufnahme durch Pflanzen, Auswaschung ins Grundwasser). Alle organischen Schadstoffe und Zyanide sind darüber hinaus abbaubar, auch wenn sie teilweise hochgradig beständig (persistent) sind. Ihr Gehalt nimmt also im Lauf der Zeit durch chemischen Zerfall oder mikrobiologischen Abbau langsam ab. Anorganische Schadstoffe (Schwermetalle, Halbmetalle und Radionukleotide) sind dagegen grundsätzlich nicht abbaubar.
Ist die Summe der Einträge höher als die der Austräge, kommt es zu einer Anreicherung im Boden. Sehr viele Schadstoffe, insbesondere Schwermetalle, zeigen diese Eigenschaft, weshalb die allermeisten von ihnen kontaminierten Böden ihre Umwelt langfristig gefährden. Darüber hinaus sind Böden deshalb auch ein zuverlässiges Archiv, das Spuren fast jeder Nutzungsform und Immission (z. T. über Jahrtausende) speichert.
Ein klassisches Beispiel ist die Kontamination mit Blei durch verbleites Benzin im Straßenverkehr. Dieses ist mittlerweile fast weltweit verboten (in Deutschland seit 1988). Die auf diesen Treibstoff zurückzuführende Bleibelastung der Straßenränder ist aber nach wie vor nachweisbar.
Belasteter Boden ist nicht nur vor Ort eine Risikoquelle, sondern kann auch überregional verschleppt werden:
- Staubdeposition: Verlagerung kontaminierten Materials durch Winderosion. Typisch sind eine von einer Quelle ausgehende, fahnenartige Belastungserhöhung entlang der Hauptwindrichtung und eine deutlich höhere Schadstoffkonzentration in der obersten Bodenschicht. Je nach Windstärke regional eher begrenzt.
- Überschwemmungen: Verlagerung kontaminierten Materials durch Wassererosion. Typisch sind eine Akkumulation entlang von Flussläufen (flussabwärts steigen die Gehalte tendenziell an), eine relativ homogene Belastung aller betroffenen Sedimentationsschichten und ein breites Auftreten vieler verschiedener Schadstoffe. Langfristig Verschleppung des kontaminierten Bereichs bis ins Meer über große Distanzen.

### Schädigung der Umwelt
Schadstoffe sind laut Bundesbodenschutz- und Altlastenverordnung (BBodSchV) § 2 (11) „Stoffe und Stoffgemische, die auf Grund ihrer Gesundheitsschädlichkeit, Ökotoxizität oder anderer Eigenschaften geeignet sind, in Abhängigkeit von ihren Gehalten oder Konzentrationen unter Berücksichtigung ihrer Bioverfügbarkeit und Langlebigkeit, schädliche Bodenveränderungen oder sonstige Gefahren herbeizuführen“. Viele von ihnen können sich in der Nahrungskette anreichern. Im tierischen und menschlichen Organismus werden sie vorrangig in der Leber gespeichert.
Einige Schwermetalle gehören zu den Spurenelementen, die für Lebewesen in kleinen Mengen essentiell sind. Von den 13 im BBodSchG relevanten Metallen sind dies Co, Cu, Se und Zn für Pflanzen sowie As, Cu, Cr, Cu, Ni, Se und Zn für Tiere. Bis auf Zn für Tiere werden alle bei der Überschreitung ihrer Grenzwerte potentiell toxisch. Giftstoffe ohne physiologischen Nutzen sind Be, Cd, Hg, Pb, Sb und Ta sowie alle organischen Schadstoffe, Zyanide und Radionukleotide.
Häufig gilt, dass Bodenkontaminationen bereits lange bevor es zu sichtbaren Schäden kommt, vorhanden sind. Eine Beeinträchtigung der Bodenfunktionen und eine Gefährdung anderer Umweltmedien ist in diesen Fällen aber oft bereits eingetreten. So lässt sich eine zunehmende Schwermetallbelastung von Futter- oder Nahrungspflanzen oder die Auswaschung von Schadstoffen ins Trinkwasser oft nur über Laboranalysen bestätigen. Aus diesem Grund werden Bodenkontaminationen als risikoreich angesehen und bleiben oft jahrelang unbemerkt.
Schadstoffe schädigen den Boden direkt, indem sie das Bodenleben beeinträchtigen oder abtöten. Dies ist ein schwerwiegender Eingriff in den Boden, der sich unter anderem in der Mineralisierung von Nährstoffen und der Abnahme von in ihm lebenden Arten zeigt. Er wird damit in einer seiner Hauptfunktionen als „Lebensraum“ eingeschränkt. Besonders Einträge von Kupfer sind für Mikroorganismen kritisch, da dieses Element biozid ist. Regenwürmer reagieren bereits auf kleinste Anhebungen des Kupfergehalts sehr empfindlich. Da Kupfer nicht ausgewaschen und abgebaut werden kann, führt ein dauerhafter Eintrag zu einer irreversiblen Zerstörung des Bodenlebens. Dies ist insbesondere ein Problem in alten Weinbauregionen, da kupferhaltige Spritzmittel im Weinbau bereits seit der Antike bekannt sind.
Pflanzen können durch Schadstoffe im Boden unter Wuchsstörungen leiden oder ganz daran gehindert werden sich auf einer Fläche anzusiedeln. Viele Kontaminanten behindern durch ihre Pflanzentoxizität die Durchwurzelung des Bodens. Belastete Flächen sind in Deutschland oft indirekt zu erkennen, wenn sie selbst nach jahrelanger Brache nur einen schütteren Bewuchs aufweisen. Bäume fehlen unter Umständen ganz oder sind auf einige Exemplare der sehr toleranten (aber ebenfalls klein bleibenden) Birken beschränkt. Unter normalen Umständen führt eine fehlende Nutzung in Mitteleuropa innerhalb weniger Jahre zur dichten Waldbildung. Arten der natürlichen Schwermetallfluren (Galmeiflora) haben durch anthropogen belastete Standorte mittlerweile eine weite Verbreitung gefunden. Ihre Anwesenheit deutet häufig auf hohe Schwermetallgehalte im Boden hin.
Tiere und Menschen können durch Kontakt mit Bodenschadstoffen zahlreiche mögliche Gesundheitsschäden erleiden. Neben einer direkten Giftigkeit kommen Langzeitschäden in Betracht. Viele Kontaminanten schädigen Organe oder Körperfunktionen, sind krebserregend, beeinflussen die Fortpflanzung oder wirken erbgutschädigend. Die zutreffenden Risiken hängen stark von den im Boden vorliegenden Schadstoffen ab.

### Einstufung des Gefährdungspotentials
Das Gefährdungspotential einer Verdachtsfläche wird gemäß BBodSchV im Rahmen einer orientierenden Untersuchung oder Detailuntersuchung ermittelt. 
Schutzgut – Welches Umweltmedium wird betrachtet?
Schadstoffe im Boden können auf Luft, Pflanzen, Tiere und Menschen, andere Böden und Gewässer inklusive des Grundwassers einwirken. In der BBodSchV werden die Schutzgüter Mensch/Direktkontakt, Nutzpflanzen, Grundwasser und Böden festgelegt.
Menschen und Tiere können von kontaminierten Böden über die Atmung, ein Verschlucken (besonders Kleinkinder) und Hautkontakt direkt gefährdet werden. Bei (Nutz)-pflanzen erfolgt eine Kontamination über Verschmutzung (anhaftender Boden) oder über die Wurzeln. Hierdurch werden die Pflanzen selbst in ihrem Wachstum gefährdet, aber auch indirekt Menschen (Nahrung) und Tiere (Futter). Das Grundwasser kann über das Sickerwasser belastet werden. Böden sind durch direkten Eintrag oder Verlagerung kontaminierten Materials bedroht.
Daraus resultiert, dass sich die zu berücksichtigenden Wirkungspfade je nach Schutzgut unterscheiden. Dementsprechend bestimmt das betrachtete Schutzgut, welche Schadstoffe untersucht werden müssen, welche Analysemethode anzuwenden ist und welche Prüf- und Maßnahmenwerte zu beachten sind (BBodSchV). So wird der Kupfergehalt eines Bodens beim Schutzgut Nutzpflanze untersucht, nicht aber beim Schutzgut Mensch/Direktkontakt.
Exposition – Wie stark ist ein Schutzgut dem Schadstoff ausgesetzt?
Die Gefährdung durch belasteten Boden hängt wesentlich davon ab, wie viel Kontakt (Exposition) ein Schutzgut mit ihm hat. Liegen belastete Schichten einen halben Meter unter der Geländeoberfläche, so ist ein direkter Kontakt durch Menschen unwahrscheinlich. Einträge ins Grundwassers oder eine Aufnahme durch Pflanzen sind aber durchaus möglich. In einer Einstufung des Gefährdungspotentials muss daher nicht nur Art und Menge der vorhandenen Schadstoffe, sondern auch deren Lage im Bodenkörper und die Mächtigkeit der wasserungesättigten Bodenzone berücksichtigt werden.
Einen wesentlichen Einfluss auf die Exposition hat die Flächennutzung. Deshalb werden in der BBodSchV bei den einzelnen Schutzgütern Untergruppen mit jeweils eigenen Vorgaben gebildet wie Spielplatz, Wohngebiete, Park- und Freizeitanlagen und Industrie- und Gewerbegrundstücke (mit steigenden zulässigen Werten) beim Wirkungspfad Boden-Mensch.
Schadstoff – Welcher Schadstoff liegt vor?
Jeder Stoff kann ab einer gewissen Konzentration potentiell schädigend sein (Dosis-Wirkungs-Prinzip). In Deutschland legen daher verschiedene Gesetze und Verordnungen wie die BBodSchV (Anlage 2) Grenzwerte fest, deren Höhe vom Stoff, von der Landnutzung und vom betrachteten Schutzgut abhängen. Zum Beispiel betragen sie für Blei (Schutzgut Mensch) 200 mg/kg TM auf Kinderspielflächen, 400 mg/kg TM in Wohngebieten, 1.000 mg/kg TM in Park- u. Freizeitanlagen sowie 2.000 mg/kg TM auf Industrie- und Gewerbegrundstücken.
Konzentration und Verfügbarkeit – Wie hoch ist der Schadstoffgehalt und wie beweglich bzw. verfügbar ist er?
Um das mögliche Schadpotential eines Stoffes zu ermitteln, wird seine Gehalt im Feststoff bzw. die Eluatkonzentration (Flüssigkeits-Feststoffverhältnis 2:1) bestimmt. Je nach Schutzgut kann dies der Gesamtgehalt oder der verfügbare Gehalt (unterschieden wird zwischen mobilisierbar, austauschbar und wasserlöslich) sein. Die anzuwendenden Untersuchungsverfahren sind in Anlage 3 der BBodSchV vorgegeben.

## Reversibilität und Gegenmaßnahmen
Die Reversibilität einer Bodenverschmutzung hängt stark von der Art der Kontamination ab.
Dabei ist die Beseitigung aller Schadstoffe mit verschiedenen Verfahren der Bodensanierung in der Theorie grundsätzlich möglich. Da Sanierungen jedoch generell ausgesprochen aufwendig und teuer sind, sind sie in der Praxis nur kleinräumig durchführbar. Dies schränkt ihre Anwendbarkeit und ihre Flächenleistung erheblich ein.
Organische Schadstoffe sind allesamt biologisch oder chemisch abbaubar, wenn sie auch teilweise eine hohe Persistenz aufweisen. Eine Verunreinigung mit ihnen gilt daher als mittelfristig reversibel, insbesondere wenn Verfahren der Bodensanierung unterstützend zum Einsatz kommen. Je größer die betroffenen Flächen, und je persistenter die vorliegenden Schadstoffe jedoch sind, desto teurer, schwieriger und langwieriger wird die Reinigung. Von daher sind viele mit organischen Schadstoffen verschmutzte Böden praktisch irreversibel belastet. Das bedeutet, dass eine Rückgewinnung ihrer Funktionen innerhalb der nächsten Generationen nicht möglich ist.
Schwermetalle und radioaktive Elemente sind im Boden nicht abbaubar und sehr fest gebunden. Ohne einen aktiven Eingriff durch ein Verfahren der Bodensanierung bleibt ihr Gehalt dauerhaft gleich bzw. reichert sich weiter an. Wenn es auch Verfahren zur Reinigung gibt, so sind diese großflächig nicht anwendbar. Die weltweit gestiegene Belastung mit den einhergehenden Bodenschäden ist daher als irreversibel anzusehen. Auch großflächige Schäden durch Sauren Regen können ab der Unterschreitung eines bestimmten pH-Werts im Boden nicht mehr rückgängig gemacht werden.
Da die Sanierung verschmutzter Flächen extrem langwierig bis unmöglich ist, ist das beste Mittel gegen Bodenkontaminationen deren Vermeidung (Bodenschutz).
Neben einer vollständigen Sanierung kontaminierter Flächen (Dekontamination) sind laut § 4 Abs. 3 BBodSchG auch sogenannte Sicherungs- und Beschränkungsmaßnahmen zulässig, die „gewährleisten, daß durch die im Boden oder in Altlasten verbleibenden Schadstoffe dauerhaft keine Gefahren, erheblichen Nachteile oder erheblichen Belästigungen für den einzelnen oder die Allgemeinheit entstehen.“ Unter Umständen sind dies Abdeckungen oder Versiegelungen, die die Schadstoffe vorerst festsetzen. Teilweise reicht eine Änderung der Flächennutzung aus, um die Sicherung anderer Umweltmedien hinreichend zu gewährleisten.

## Gesetzliche Bestimmungen

### Deutschland
Direkte Gesetze und Verordnungen zum Schutz der Böden sind das Bundesbodenschutzgesetz (BBodSchG), die
Bundes-Bodenschutz- und Altlastenverordnung (BBodSchV) sowie die Bodenschutzgesetze der Länder.
Darüber hinaus wirken sich alle gesetzlichen Maßnahmen des Umweltschutzes auch indirekt auf den Schutz von Böden aus, wie die Regelungen des Abfallrechts, der Wasser- und Luftschutz, das Düngemittel- und Pflanzenschutzrecht oder die Bauplanung und Bauordnung.
Der oft benutzte Begriff  Altlast, bezieht sich laut BBodSchG § 2 auf Altablagerungen (Abfallbeseitigung) und Altstandorte (belastete Betriebsflächen), die vor dem 1. Januar 1999 (dem Inkrafttreten des BBodSchG) entstanden sein müssen. Alle nach diesem Datum auftretenden Kontaminationen fallen laut Gesetz unter den Begriff „Schädliche  Bodenveränderung“ und werden rechtlich anders behandelt.